# Vicekanseliers (Zwitserland)

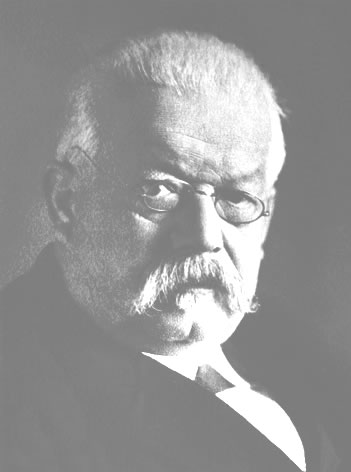
Hans Schatzmann, vicekanselier van 1881 tot 1909.

De vicekanselier (Duits: Vizekanzler, Frans: Vice-chancelier, Italiaans: Vicecancelliere) 
is een hoge federale ambtenaar in Zwitserland. Er zijn twee vicekanseliers. Zij assisteren de bondskanselier van Zwitserland.
Vanaf 1803 kende men in Zwitserland de Eidgenössischer Staatsschreiber (staatsschrijver) als voorganger van de vicekanselier. Het ambt van vicekanselier werd vervolgens in 1851 ingesteld. Ten slotte werd in 1896 nog een tweede vicekanselier toegevoegd. Een vicekanselier is niet automatisch de opvolger van de zittende bondskanselier. In het recente verleden viel het echter toch tweemaal voor dat een zittend vicekanselier tot bondskanselier werd verkozen: in 1992 volgde vicekanselier François Couchepin bondskanselier Walter Buser op, terwijl in 2008 vicekanselier Corina Casanova bondskanselier werd in opvolging van Annemarie Huber-Hotz.

## Eidgenössische Staatsschreiber
| Periode   | Persoon                              | Leven     | Partij  | Kanton                 |
| --------- | ------------------------------------ | --------- | ------- | ---------------------- |
| 1803-1804 | Jean Antoine Charles Nicolas de Gady | 1766-1840 |         | Fribourg               |
| 1804-1814 | Jean Augustin Bruno Gasser           | 1766-1834 |         | Fribourg               |
| 1815-1825 | Fridolin Joseph Alois von Hauser     | 1759-1832 |         | Glarus                 |
| 1825-1830 | Karl Nikolaus von Flüe AmRhyn        | 1800-1849 |         | Luzern                 |
| 1830-1833 | Heinrich Mousson                     | 1803-1869 |         | Vaud                   |
| 1833-1847 | David August Laurenz von Gonzenbach  | 1808-1887 |         | Sankt Gallen           |
| 1847-1848 | Johann Ulrich Schiess                | 1813-1883 |         | Appenzell Ausserrhoden |
| 1848-1851 | Niklaus von Moos                     | 1818-1877 | FDP/PRD | Obwalden               |

## Vicekanselier
| Periode    | Persoon                 | Leven     | Partij        | Kanton           |
| ---------- | ----------------------- | --------- | ------------- | ---------------- |
| 1851       | Niklaus von Moos        | 1818-1877 | FDP/PRD       | Obwalden         |
| 1862-1872  | Johann Jakob Kern       | 1810-1873 | FDP/PRD       | Zürich           |
| 1873-1878  | Johann Luzius Lütscher  | 1830-1878 |               | Graubünden       |
| 1879-1881  | Wilhelm Gisi            | 1843-1893 |               | Solothurn        |
| 1881-1909  | Hans Schatzmann         | 1848-1923 | FDP/PRD       | Aargau           |
| 1896-1902  | Georges Wagnière        | 1862-1948 |               | Vaud             |
| 1903-1910  | Charles-Joseph Gigandet | 1855-1913 |               | Bern             |
| 1910-1918  | Heinrich David          | 1856-1935 | FDP/PRD       | Bazel-Stad       |
| 1910-1918  | Alfred Bonzon           | 1873-1925 |               | Vaud             |
| 1918       | Adolf von Steiger       | 1859-1925 | FDP/PRD       | Bern             |
| 1919-1925  | Robert Käslin           | 1871-1934 | FDP/PRD       | Nidwalden        |
| 1919-1927  | Antoine Contat          | 1869-1927 | FDP/PRD       | Wallis           |
| 1925-1943  | Oskar Leimgruber        | 1886-1976 | SKVP/PCCS     | Fribourg         |
| 1927-1934  | George Bovet            | 1874-1946 | FDP/PRD       | Neuchâtel        |
| 1944-1951  | Charles Oser            | 1902-1994 | FDP/PRD       | Bazel-Stad       |
| 1946-1967  | Felix Weber             | 1903-1982 | FDP/PRD       | Glarus           |
| 1968-1981  | Jean-Marc Sauvant       | 1927-2012 | FDP/PRD       | Bern             |
| 1968-1981  | Walter Buser            | 1926-2019 | SPS/PSS       | Basel-Landschaft |
| 1981-1991  | François Couchepin      | 1935-     | FDP/PRD       | Wallis           |
| 1981-2005  | Achille Casanova        | 1941-2016 | CVP-PDC       | Ticino           |
| 1991-2005  | Hanna Muralt Müller     | 1947-     | SPS/PSS       | Bern             |
| 2005-2009  | Oswald Sigg             | 1944-     | SPS/PSS       | Zürich           |
| 2005-2007  | Corina Casanova         | 1956-     | CVP/PDC       | Graubünden       |
| 2008-2016  | Thomas Helbling         | 1961-     | FDP/PRD       | Bern             |
| 2009-heden | André Simonazzi         | 1968-     | onafhankelijk | Wallis           |
| 2016-2019  | Jörg De Bernardi        | 1973-     | SPS/PSS       | Ticino           |
| 2019-heden | Viktor Rossi            | 1968-     | GLP/PVL       | Bern             |

Afkortingen:
- FDP/PDR: Vrijzinnig-Democratische Partij
- CVP/PDC: Christendemocratische Volkspartij
- GLP/PVL: Groenliberale Partij
- SKVP/PCCS: Zwitserse Conservatieve Volkspartij (voorloper van de huidige Christendemocratische Volkspartij)
- SPS/PSS: Sociaaldemocratische Partij van Zwitserland